# Une chanson à trois temps
Une chanson à trois temps est une chanson écrite et composée en 1947 par Anna Marly pour Édith Piaf.
Elle y fait allusion à la non-compréhension des paroles des chansons.